# Partido Borotbista
O Partido Borotbista foi uma organização política da esquerda nacionalista e camponesa surgida em maio de 1918 na RSS da Ucrânia após uma fratura no Partido Socialista-Revolucionário da Ucrânia. 
Similar ao Partido Socialista-Revolucionário de Esquerda russo, obteve o seu nome do seu órgão de expressão, o jornal Borotba (Luta). Em março de 1919, mudou o seu nome pelo de Partido Ucraniano Socialista-Revolucionário Borotbista (Comunista) e em agosto do mesmo ano modificou de novo o nome pelo de Partido Comunista Ucraniano (Borotbista). Entre os seus líderes estavam Vasil Blakitni, Grigori Grinko e Oleksandr Shumski. 
Os borotbistas solicitaram duas vezes a sua filiação ao Comité Executivo da Internacional Comunista. Em 26 de fevereiro de 1920, a própria Internacional Comunista solicitou aos borotbistas a disolução da sua organização e a sua integração no Partido Comunista (bolchevique) da Ucrânia (PCbU). No congresso de março desse ano, os borotbistas tomaram a decisão de disolver o partido e no IV Congresso do Partido Comunista (bolchevique) da Ucrânia, celebrado entre 17 e 23 de março desse 1920 em Kharkiv, aprovou-se a integração dos borotbistas no partido. Porém, muitos borotbistas aderiram ao Partido Comunista da Ucrânia (conhecido como Ukapista) em lugar de aderir ao Partido Comunista (bolchevique), que tinha uma ligação mais forte com a direção do Partido Operário Social-Democrata Russo (POSDR). 